# Ј
Das Ј (Kleinbuchstabe ј) ist der elfte Buchstabe des serbischen Alphabets und ist auch im mazedonischen Alphabet und im aserbaidschanischen kyrillischen Alphabet vertreten. Es ersetzt dort den russischen Buchstaben Й und die jotierten Vokalbuchstaben. In den meisten Sprachen hat dieser Buchstabe den Lautwert j, im altaischen Alphabet hat er den Lautwert ɟ.

## Zeichenkodierung
| Standard  | Standard    | Majuskel Ј                 | Minuskel ј               |
| --------- | ----------- | -------------------------- | ------------------------ |
| Unicode   | Codepoint   | U+0408                     | U+0458                   |
| Unicode   | Name        | CYRILLIC CAPITAL LETTER JE | CYRILLIC SMALL LETTER JE |
| UTF-8     | UTF-8       | D0 88                      | D1 98                    |
| XML/XHTML | dezimal     | &#1032;                    | &#1112;                  |
| XML/XHTML | hexadezimal | &#x0408;                   | &#x0458;                 |